# خوسيه أنطونيو كارو مارتينيز
خوسيه أنطونيو كارو مارتينيز (بالإسبانية: José Antonio Caro Martínez) (8 مارس 1993 في إسبانيا - ) هو لاعب كرة قدم إسباني في مركز الدفاع. لعب مع ريال بيتيس ونادي إلتشي وريال بيتيس بي.

## وصلات خارجية
- خوسيه أنطونيو كارو مارتينيز على موقع قاعدة بيانات كرة القدم.إي يو (الإنجليزية)
- خوسيه أنطونيو كارو مارتينيز على موقع Soccerway.com (الإنجليزية)
- خوسيه أنطونيو كارو مارتينيز على موقع AS.com (الإسبانية)